# Talsperre Ribeira do Paúl
Die Talsperre Ribeira do Paúl (portugiesisch Barragem da Ribeira do Paúl) liegt in der Region Mitte Portugals im Distrikt Viseu. Sie staut den Ribeira do Paúl, einen rechten (westlichen) Nebenfluss des Dão zu einem Stausee auf. Die Stadt Tondela befindet sich ungefähr sechs Kilometer südlich der Talsperre.
Die Talsperre wurde 2004 fertiggestellt. Sie dient der Trinkwasserversorgung. Die Talsperre ist im Besitz der Associação de Municípios da Região do Planalto Beirão, dem Verbund der Landkreise (Municípios) der hiesigen Hochebene in der Region Beira.

## Absperrbauwerk
Das Absperrbauwerk ist ein Staudamm mit einer Höhe von 27 m über dem Flussbett. Die Dammkrone liegt auf einer Höhe von 360,5 m über dem Meeresspiegel. Die Länge der Dammkrone beträgt 200 m und ihre Breite 8 m. Das Volumen des Staudamms umfasst 226.000 m³.
Der Staudamm verfügt sowohl über einen Grundablass als auch über eine Hochwasserentlastung. Über die Hochwasserentlastung können maximal 44 m³/s abgeleitet werden. Das Bemessungshochwasser liegt bei 74,6 m³/s; die Wahrscheinlichkeit für das Auftreten dieses Ereignisses wurde mit einmal in 1.000 Jahren bestimmt.

## Stausee
Beim normalen Stauziel von 358 m (maximal 359 m bei Hochwasser) erstreckt sich der Stausee über eine Fläche von rund 0,273 km² und fasst 2,4 Mio. m³ Wasser – davon können 2,3 Mio. m³ genutzt werden.